# Flexanville
Flexanville là một xã của Pháp, nằm ở tỉnh Yvelines trong vùng Île-de-France.
Người dân ở đây trong tiếng Pháp gọi là Flexanvillois.
Các xã giáp ranh: Goupillières về phía đông bắc, Villiers-le-Mahieu về phía đông, Garancières về phía đông nam, Béhoust về phía tây nam, Orgerus về phía tây-tây-nam, Osmoy về phía tây và Saint-Martin-des-Champs về phía tây bắc.

## Thông tin nhân khẩu
| 1793 | 1800 | 1806 | 1821 | 1831 | 1836 | 1841 | 1846 | 1851 |
| ---- | ---- | ---- | ---- | ---- | ---- | ---- | ---- | ---- |
| 366  | 413  | 449  | 441  | 393  | 370  | 351  | 360  | 377  |

| 1856 | 1861 | 1866 | 1872 | 1876 | 1881 | 1886 | 1891 | 1896 |
| ---- | ---- | ---- | ---- | ---- | ---- | ---- | ---- | ---- |
| 385  | 375  | 372  | 357  | 333  | 337  | 338  | 324  | 342  |

| 1901 | 1906 | 1911 | 1921 | 1926 | 1931 | 1936 | 1946 | 1954 |
| ---- | ---- | ---- | ---- | ---- | ---- | ---- | ---- | ---- |
| 329  | 328  | 368  | 301  | 231  | 244  | 288  | 260  | 286  |

| 1962                                         | 1968 | 1975 | 1982 | 1990 | 1999 | - | - | - |
| -------------------------------------------- | ---- | ---- | ---- | ---- | ---- | - | - | - |
| 324                                          | 333  | 307  | 343  | 480  | 525  | - | - | - |
| Số liệu kể từ 1962 : dân số không tính trùng |      |      |      |      |      |   |   |   |